# Podhacze
Podhacze – w rybołówstwie głębia pod mielizną, gdzie zwykle gromadzą się ryby przed tarłem, wychodząc z głębiny rano i wieczorem na miejsca płytkie celem złożenia ikry.